# Ernst Kozlicek
Ernst Kozlicek (ur. 27 stycznia 1931 w Wiedniu, zm. 16 sierpnia 2023) – austriacki piłkarz grający na pozycji pomocnika. W swojej karierze rozegrał 11 meczów w reprezentacji Austrii i strzelił w niej 2 gole. Był bratem Paula Kozlicka, także piłkarza i reprezentanta kraju.

## Kariera klubowa
Swoją karierę piłkarską Kozlicek rozpoczął w klubie SC Wacker Wiedeń. W 1949 roku awansował do kadry pierwszego zespołu. W sezonie 1949/1950 zadebiutował w jego barwach w austriackiej Bundeslidze. W sezonie 1952/1953 stał się podstawowym zawodnikiem Wackeru. W sezonie 1955/1956 wywalczył z Wackerem wicemistrzostwo Austrii. W Wackerze grał do końca sezonu 1958/1959.
Latem 1959 Kozlicek przeszedł do LASK Linz. W sezonie 1961/1962 został wicemistrzem kraju. Na początku 1963 roku odszedł z LASK do 1. Schwechater SC. Grał w nim do końca 1964 roku. Wiosną 1965 grał w Sturmie Graz, w którym zakończył swoją karierę.
| Sezon   | Klub              | Kraj    | Rozgrywki  | Mecze | Bramki |
| ------- | ----------------- | ------- | ---------- | ----- | ------ |
| 1949/50 | SC Wacker Wiedeń  | Austria | Bundesliga | 1     | 0      |
| 1950/51 | SC Wacker Wiedeń  | Austria | Bundesliga | 1     | 0      |
| 1951/52 | SC Wacker Wiedeń  | Austria | Bundesliga | 17    | 0      |
| 1952/53 | SC Wacker Wiedeń  | Austria | Bundesliga | 24    | 0      |
| 1953/54 | SC Wacker Wiedeń  | Austria | Bundesliga | 24    | 1      |
| 1954/55 | SC Wacker Wiedeń  | Austria | Bundesliga | 25    | 1      |
| 1955/56 | SC Wacker Wiedeń  | Austria | Bundesliga | 21    | 0      |
| 1956/57 | SC Wacker Wiedeń  | Austria | Bundesliga | 24    | 3      |
| 1957/58 | SC Wacker Wiedeń  | Austria | Bundesliga | 14    | 2      |
| 1958/59 | SC Wacker Wiedeń  | Austria | Bundesliga | 25    | 2      |
| 1959/60 | LASK Linz         | Austria | Bundesliga | 13    | 0      |
| 1960/61 | LASK Linz         | Austria | Bundesliga | 26    | 1      |
| 1961/62 | LASK Linz         | Austria | Bundesliga | 24    | 0      |
| 1962/63 | LASK Linz         | Austria | Bundesliga | 8     | 0      |
| 1962/63 | 1. Schwechater SC | Austria | Bundesliga | 8     | 2      |
| 1963/64 | 1. Schwechater SC | Austria | Bundesliga | 17    | 2      |
| 1964/65 | 1. Schwechater SC | Austria | Bundesliga | 1     | 0      |
| 1964/65 | Sturm Graz        | Austria | Bundesliga | 13    | 1      |

## Kariera reprezentacyjna
W reprezentacji Austrii Kozlicek zadebiutował 14 listopada 1954 w przegranym 1:4 towarzyskim meczu z Węgrami. W 1958 roku został powołany do kadry na mistrzostwa świata w Szwecji. Na nich rozegrał dwa mecze: ze Związkiem Radzieckim (0:2) i z Anglią (2:2). Od 1954 do 1958 roku rozegrał w kadrze narodowej 11 meczów i strzelił 2 gole.
| Mecze i gole w reprezentacji | Mecze i gole w reprezentacji | Mecze i gole w reprezentacji | Mecze i gole w reprezentacji | Mecze i gole w reprezentacji | Mecze i gole w reprezentacji | Mecze i gole w reprezentacji |
| #                            | Data                         | Stadion                      | Rywal                        | Wynik                        | Gol                          | Rozgrywki                    |
| 1954                         | 1954                         | 1954                         | 1954                         | 1954                         | 1954                         | 1954                         |
| ---------------------------- | ---------------------------- | ---------------------------- | ---------------------------- | ---------------------------- | ---------------------------- | ---------------------------- |
| 1.                           | 14.11.1954                   | Budapeszt, Węgry             | Węgry                        | 1:4                          | 0                            | towarzyski                   |
| 1956                         |                              |                              |                              |                              |                              |                              |
| 2.                           | 25.03.1956                   | Colombes, Francja            | Francja                      | 1:3                          | 0                            | towarzyski                   |
| 3.                           | 15.04.1956                   | Wiedeń, Austria              | Brazylia                     | 2:3                          | 0                            | towarzyski                   |
| 4.                           | 17.06.1956                   | Zagrzeb, Jugosławia          | Jugosławia                   | 1:1                          | 0                            | Puchar Dr. Gerö 1955/57      |
| 5.                           | 30.09.1956                   | Wiedeń, Austria              | Luksemburg                   | 7:0                          | 1                            | el. MŚ 1958                  |
| 1957                         |                              |                              |                              |                              |                              |                              |
| 6.                           | 26.05.1957                   | Wiedeń, Austria              | Holandia                     | 3:2                          | 0                            | el. MŚ 1958                  |
| 7.                           | 15.09.1957                   | Belgrad, Jugosławia          | Jugosławia                   | 3:3                          | 0                            | towarzyski                   |
| 8.                           | 25.09.1957                   | Amsterdam, Holandia          | Holandia                     | 1:1                          | 0                            | el. MŚ 1958                  |
| 9.                           | 29.09.1957                   | Luksemburg, Luksemburg       | Luksemburg                   | 3:0                          | 1                            | el. MŚ 1958                  |
| 1958                         |                              |                              |                              |                              |                              |                              |
| 10.                          | 11.06.1958                   | Borås, Szwecja               | ZSRR                         | 0:2                          | 0                            | MŚ 1958                      |
| 11.                          | 15.06.1958                   | Borås, Szwecja               | Anglia                       | 2:2                          | 0                            | MŚ 1958                      |